# Xi Ophiuchi
Xi Ophiuchi (40 Ophiuchi) é uma estrela na direção da constelação de Ophiuchus. Possui uma ascensão reta de 17h 21m 00.21s e uma declinação de −21° 06′ 44.8″. Sua magnitude aparente é igual a 4.39. Considerando sua distância de 57 anos-luz em relação à Terra, sua magnitude absoluta é igual a 3.19. Pertence à classe espectral F2/F3V.